# Vincent Nolet
Vincentius Maria (Vincent) Nolet (De Rijp, 22 mei 1911 – 30 maart 1982) was een Nederlands politicus van de KVP.
Hij werd geboren als zoon van notaris Christiaan Nolet (1879-1963) en Maria Jacoba Huberina Dobbelman (1887-1965). Hij doorliep het gymnasium aan het internaat St. Canisius College in Nijmegen en ging in 1931 als volontair werken bij de gemeentesecretarie van Bemmel. Vanaf 1936 was hij werkzaam als ambtenaar ter secretarie bij de Gelderse gemeente Duiven waar hij het bracht tot eerste ambtenaar ter secretarie. In september 1946 werd Nolet benoemd tot burgemeester van Ursem. In oktober 1958 volgde hij zijn oom Henricus Nolet op als burgemeester van de gemeenten Warmenhuizen en Harenkarspel. In oktober 1971 werd V.M. Nolet op eigen verzoek ontslag verleend en in 1982 overleed hij op 70-jarige leeftijd.